# Undă
Prin undă se înțelege fenomenul de propagare a unei oscilații într-un mediu material sau spațiu și care este însoțit de transport de energie. După modul de oscilație a particulelor mediului față de direcția de propagare se deosebesc două tipuri fundamentale de unde:
a) unde transversale;
b) unde longitudinale.
Exemple de unde transversale: oscilația unei corzi elastice, vibrația unei bare care a fost lovită lateral, vibrația membranei unei tobe. Ca exemplu de undă longitudinală se poate da cazul undelor sonore care se propagă în aer (sub forma unor variații continui ale presiunii aerului).
Altfel spus, o undă este un fenomen fizic ce se propagă și se reproduce singur "un pic" mai târziu în timp și "un pic" mai departe într-un mediu sau în spațiu. Asta permite clasificarea anumitor unde (radio, radar, microunde) în funcție de "lungimea lor de undă" și de frecvență. Lungimea de undă se definește ca fiind cea mai scurtă distanță ce separă unda în două puncte identice ale sale la un moment dat. Frecvența măsoară numărul de ori în care se reproduce fenomenul de oscilație într-o unitate de timp. Oscilațiile se măsoară în Hertzi, (Hz). Un Hertz este egal cu o oscilație pe secundă. Viteza de propagare a undelor este egală cu viteza luminii. 
Exemplul 1 - undele radio : au o lungime de undă superioară de 10 cm în spațiu și o frecvență de 150 de mii până la 3 miliarde de oscilații pe secundă, (150 kHz - 3 GHz) 
Exemplul 2 - undele radar și microundele : au o lungime de undă cuprinsă între 1 milimetru și 10 centimetri în spațiu și o frecvență cuprinsă între 3 - 300 GHz
Exemplul 3 - lumina vizibilă : are o lungime de undă cuprinsă între 400 și 700 nm

## La nivel cuantic
În mecanica cuantică toate obiectele microscopice au o proprietate de undă și o proprietate de particulă, dar nu sunt nici una nici alta. Aceasta dualitate undă-particulă se explică prin faptul că obiectul cuantic respectiv este perceptibil prin proprietățile deținute și nu ca un tot unitar, pentru moment nu există niciun cuvânt pentru a desemna acest tot unitar. Fizicienii Jean-Marc Lévy-Leblond și Françoise Balibar au propus termenul de « quanton » pentru a desemna obiectul quantic în sine și nu proprietățile sale, dar acest termen nu s-a impus în vocabularul științific . Dificultatea rezidă în faptul că noțiunea de undă este antinomică noțiunii de particulă. Percepția la nivel macroscopic face să se creadă că o particulă este un obiect "solid" iar unda este o formă de "energie", ceva în mișcare, așadar contrară principiului material, solid, fix. Acest sens etimologic ne face să admitem cu dificultate că un corp poate să aibă aceste doua proprietăți "undă-particulă" în același timp. De aceea, această dualitate ar trebui interpretată astfel: atâta timp cât obiectul cuantic nu este măsurat, el este considerat ca o probabilitate de undă; după ce a fost măsurat, el este considerat ca o particulă cu o valoare fixă. 
Exemplu: dacă proiectăm o lumină printr-unul din capetele unui cilindru, vedem un cerc pe ecranul de proiecție. Dacă proiecția se face printr-o poziție laterală a cilindrului, vedem un pătrat. Cum cilindrul nu este nici cerc, nici pătrat, diferența se explică prin modul de proiecție.

Această dualitate « undă-particulă » rămâne o problemă de actualitate deoarece fenomenele de măsură la nivel cuantic se lovesc pe deplin de modul de percepție al realității la nivel macroscopic. Pentru a ieși din impas, au fost propuse câteva soluții precum « Interpretația de la Copenhaga » prin care se susține că fizica cuantică nu descrie realitatea în ea însăși, ci tot ce se poate cunoaște despre realitate. Ultima tentativă de conciliere privind o măsură a fenomenelor cuantice este teoria « Decoerenței cuantice ».